# Алефельд-Бистензе
Алефельд-Бистензее (нем. Ahlefeld-Bistensee) — община в Германии, в земле Шлезвиг-Гольштейн.
Входит в состав района Рендсбург-Экернфёрде. Подчиняется управлению Хюттен. Население составляет 481 человек (на 31 декабря 2010 года). Занимает площадь 10,04 км².

## География
Алефельд-Бистензее расположен между Рендсбургом и Эккернфёрде у озера Бистензее.

## История
Алефельд известен как вотчина одноимённого дворянского рода. Род Алефельд играл ключевую роль в истории Шлезвиг-Гольштейна. Его члены имели многочисленные владения, прежде всего, в герцогстве Шлезвиг, и в период общего государства под датской монархией занимали высшие государственные посты. Фридрихсхоф, постоянное местопребывание Алефельдов, был снесён в 1953 после пожара.
Бистензее впервые упоминался в 1142, в 1542 появился в Готторпском регистре. Название населённого пункта происходит, вероятно, от слова нем. Binse — «камыш».
Прежде независимые общины Алефельд и Бистензее объединены 1 марта 2008.

### Герб
На гербе представлены камыши на фоне трёх холмов и серебристая рыба (судак).

## Население
| Год  | Численность | Численность |
| ---- | ----------- | ----------- |
| 2014 | 508         | [ 1 ]       |
| 2017 | 488         | [ 2 ]       |
| 2019 | 475         | [ 6 ]       |
| 2021 | 510         | [ 7 ]       |
| 2022 | 520         | [ 8 ]       |
| 2023 | 517         | [ 3 ]       |

## Политика
С выборов 2008 года в муниципальном представительстве у ХДС 5 мест, у избирательного блока KWAB — 3 места, у избирательного блока NWAB — 1 место.